# Hermann Weinacht

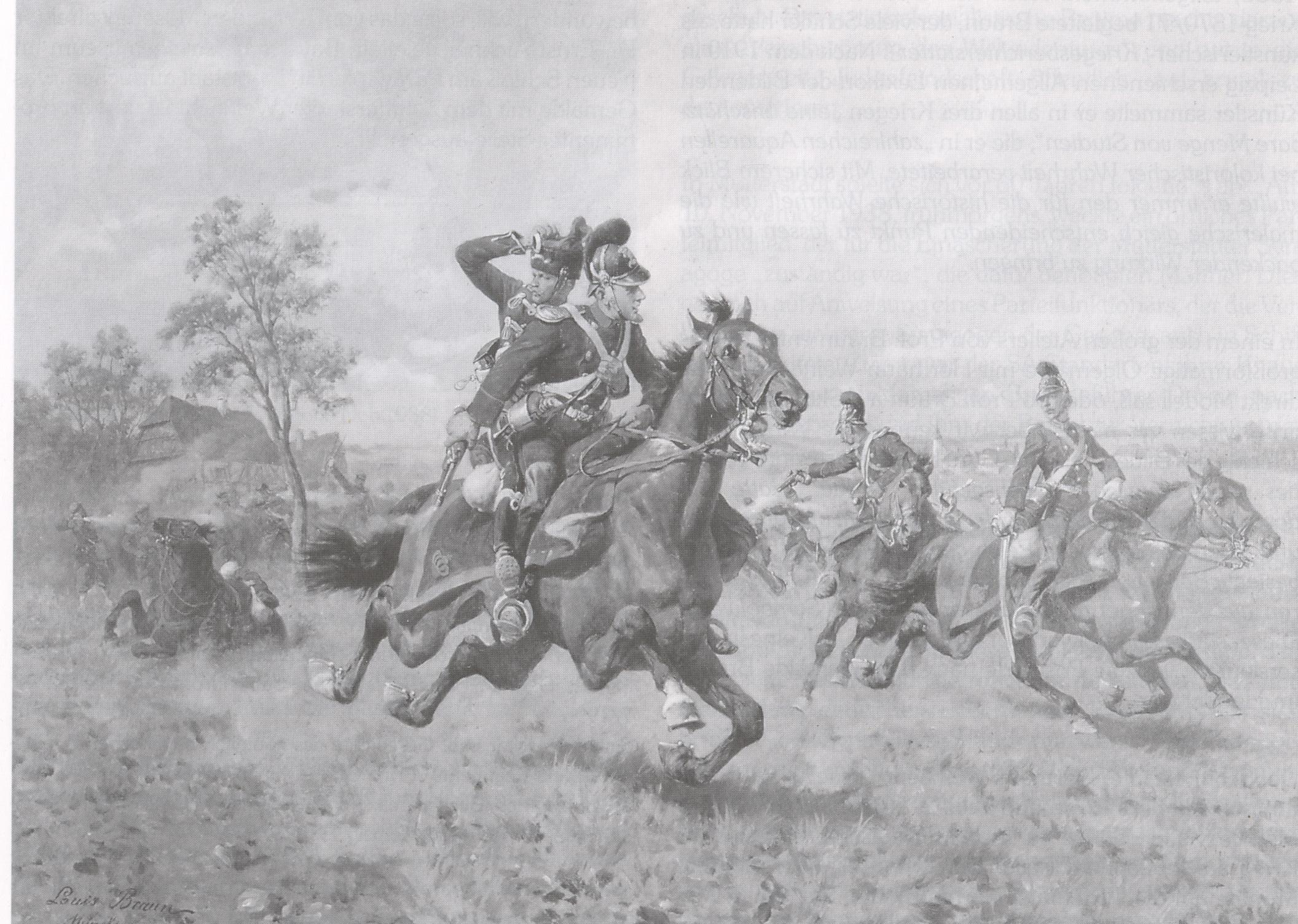
Louis Braun, Gefecht bei Stürzelbronn, Hermann Weinacht rettet den preußischen Husaren und geht dadurch in die bayerische Militärgeschichte ein.

Hermann Weinacht (* 8. Dezember 1845 in Schifferstadt, Pfalz, Königreich Bayern; † 1918 in York, Ontario, Kanada) rettete im Gefecht bei Stürzelbronn am 1. August 1870 als bayerischer Chevauleger einen gestürzten preußischen Husaren, indem er im feindlichen Kugelhagel zurückritt, diesen auf sein Pferd zog und mit ihm entkam. Weinacht und seine Heldentat gingen in die bayerische Militärgeschichte ein, und der bekannte Militärmaler Louis Braun verewigte die Szene in einem Gemälde, welches genau die Zeitstimmung der neuen Freundschaft zwischen Bayern und Preußen ausdrückte und daher auch als Postkartenmotiv diente. Das Originalbild ist heute im Bayerischen Armeemuseum zu Ingolstadt ausgestellt.

## Vorgeschichte
Als sich im Sommer 1870 die Gefahr eines Krieges mit Frankreich anbahnte, kamen in der Pfalz Erinnerungen an die kaum 60 Jahre zurückliegenden Ereignisse der französischen Revolutionskriege bzw. der napoleonischen Zeit auf, und es entstand in der Bevölkerung eine begründete Panik, dass der Landstrich wieder einmal verwüstet werden könnte.
Noch bevor am 20. Juli 1870 entschieden worden war, dass Bayern sich Preußen und dem Norddeutschen Bund anschließen und nicht neutral bleiben würde, hatte man im Königreich bereits gefahrenabwehrend die Mobilmachung befohlen und die wichtigsten Orte im Grenzgebiet wenigstens mit kleinen Einheiten besetzt. Es wurde allgemein mit einem raschen Vorstoß der gefürchteten französischen Armee ins Landesinnere gerechnet, und es existierten ernsthafte Pläne für eine Kesselschlacht im Hinterland von Worms, wo man den Einbruch der Franzosen erwartete. Um den Stand der französischen Kriegsvorbereitungen zu erfahren, erfolgten mehrfach „gewaltsame Erkundungen“ ins französische Grenzgebiet. Sie stellen die ersten Kampfhandlungen des Deutsch-Französischen Krieges dar, gerieten aber durch die späteren, ungleich wichtigeren Schlachten weitgehend in Vergessenheit. Die berühmtesten derartigen Unternehmungen waren der Erkundungsritt des späteren Luftschiffbauers Ferdinand Graf von Zeppelin, wobei am 25. Juli 1870 im Weiler Schirlenhof die ersten deutschen Soldaten des Krieges fielen, sowie die Erkundung bzw. das Gefecht bei Stürzelbronn am 1. August 1870, wegen der symbolträchtigen Tat von Hermann Weinacht.

## Die Person Weinachts und die Rettungstat von Stürzelbronn

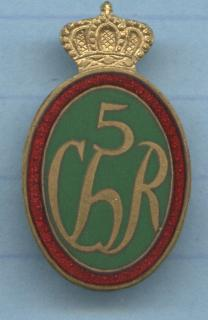
Regimentsnadel von Hermann Weinachts Einheit, 5. Bay. Chevaulegers-Regiment

Hermann Weinacht wurde als Sohn der Eheleute Christian Weinacht und Magdalena geb. Baureiß im vorderpfälzischen Schifferstadt geboren. Beim Kriegsausbruch 1870 diente er als Reiter im 5. Bayerischen Chevaulegers-Regiment „Prinz Otto“, das damals in Zweibrücken garnisonierte. Die Chevaulegers – in Bayern auch „Schwolleschee“ oder „Schwolli“ genannt – waren dort eine der volkstümlichsten Truppen. Als leichte Reiter, wie es das französische Wort „Chevauleger“ umschreibt, entsprachen sie etwa den Husaren oder den Dragonern in Preußen.
Am 18. Juli 1870 rückte Weinacht als Angehöriger der 2. Eskadron des 5. Chevaulegers-Regiments nach Pirmasens ab, um diese grenznahe Stadt militärisch zu sichern.
Die bayerischen Soldaten bezogen hier dauerhaft Quartier und blieben in ständiger Bereitschaft. Am 31. Juli, 5 Uhr abends, stieß die 2. Eskadron des 12. Thüringischen Husarenregiments zu ihnen. Die preußische Formation quartierte sich ebenfalls in der Stadt ein. Am nächsten Morgen, 1. August 1870, unternahmen ein Zug bayerischer Chevaulegers unter Führung von Major Max von Egloffstein und ein Zug preußischer Husaren unter dem Kommando von Major von Parry eine gemeinsame, gewaltsame Erkundung nach Frankreich. Kurz hinter der Grenze, bei einer scharfen Biegung der Bitscher Landstraße, stießen sie unweit des Dorfes Stürzelbronn auf eine französische Einheit, die gerade Lebensmittel empfing. Es entwickelte sich ein Gefecht, wobei es zu mehreren toten und verwundeten Franzosen kam. Allerdings nützten die Franzosen nach dem ersten Schrecken sofort den Geländevorteil aus, flüchteten in die Steilwände des Tales und eröffneten ein starkes Feuer auf die deutschen Reiter. Diese mussten durch eine steile und enge Talschlucht fliehen, um aus dem Schussfeld zu kommen. Hierbei stürzten mehrere Pferde, und ein preußischer Husar, dessen Sattel gerutscht war, kam zu Fall. Auch Chevauleger Weinacht hatte seinen Sattel verloren, war aber bereits in sicherer Deckung. Als er die Notlage des preußischen Kameraden erkannte, schwang er sich auf sein sattelloses Reittier und galoppierte im Kugelhagel zu dem Husaren, zog ihn hinter sich auf das Pferd und entkam mit ihm. Beide blieben unverwundet.

Eine der vielen zeitgenössischen Kopien des Bildes mit Hermann Weinachts Rettungstat

Wenn auch die Aktion militärisch gesehen keine großen Erfolge geliefert hatte, so war doch die moralische Wirkung eine ungeheure. Bayern und Preußen standen sich noch vier Jahre zuvor als erbitterte Feinde gegenüber. In Unterfranken waren im Krieg 1866 bayerische Chevaulegers sogar in panischer Angst vor den preußischen Husaren geflüchtet, weshalb sich der Regimentskommandeur, Oberst Freiherr von Pechmann, erschossen hatte. Nach der selbstlosen Handlung von Hermann Weinacht empfand man die Ehre der bayerischen Chevaulegers gegenüber den preußischen Husaren als wiederhergestellt. Außerdem war die neue Waffenbrüderschaft Bayern-Preußen infolge der länderübergreifenden Rettungstat am Beginn des Krieges – noch bevor überhaupt die erste Schlacht geschlagen war – durch einen symbolträchtigen Akt förmlich besiegelt worden. Entsprechend bedeutend wurde das Ereignis empfunden, gefeiert und bekannt gemacht.
Beim abendlichen Einzug der Reiter in Pirmasens hatte der bayerische Chevauleger Hermann Weinacht seinen preußischen Husaren hinter sich auf dem Pferd sitzen, und der Pirmasenser Kommerzienrat Louis Leinenweber berichtet in seinen Erinnerungen, dass dieses vaterländische Bild der beiden auf einem Pferd vereinten nord- und süddeutschen Reiter „eine kolossale Freude und Aufregung bei der Bevölkerung hervorrief, die jubelte, als ob eine Schlacht gewonnen sei“. Das Ereignis habe direkt „elektrisierend“ auf die Menschen gewirkt.
Die bayerisch-preußische Rettungstat von Hermann Weinacht wurde in vielen zeitgenössischen Publikationen gewürdigt und beschrieben. Der Sachverhalt ging 1876 mit ausführlicher Schilderung auch in die offizielle Regimentsgeschichte von Oskar von Sichlern ein. Hermann Weinacht erhielt für seine selbstlose Tat das preußische Eiserne Kreuz II. Klasse, damals noch eine seltene Auszeichnung für persönliche Tapferkeit. Die Tat Weinachts war die erste, die im Krieg 1870/71 zur Verleihung des Eisernen Kreuzes führte.
Um 1905 schuf der berühmte Münchner Militär- und Panoramamaler Professor Louis Braun auf Bestellung aus dem Kreis ehemaliger Offiziere des 5. Chevaulegers-Regiments ein Ölgemälde der patriotischen Szene. Das Bild mit dem Titel „Das Gefecht bei Stürzelbronn“ wurde oft kopiert und auch im Druck reproduziert. Außerdem war es ein populäres Postkartenmotiv in der wilhelminischen Ära. Das Original befindet sich derzeit im Bayerischen Armeemuseum zu Ingolstadt. Auch in späteren Publikationen – letztmals im Heimatjahrbuch des Kreises Ludwigshafen am Rhein, 2000 – hat man die Rettungstat des Schifferstadters bzw. das daraus entstandene, bekannte Gemälde immer wieder erwähnt und beschrieben.
Hermann Weinacht war Schneider im Zivilberuf und hatte 1871, nach Kriegsende, in seiner Garnisonsstadt Zweibrücken die von dort stammende Henriette Elisabeth Cajar geheiratet. Offenbar wanderte das Paar nach Kanada aus. Die Sonntagsausgabe „Zeitbilder“ der Pfälzischen Presse in Kaiserslautern druckte das Braunsche Gemälde in der Nr. 11 vom 12. März 1905 ab und berichtete dazu, dass es „jüngst“ entstanden sei und Hermann Weinacht derzeit als Schneidermeister im kanadischen Toronto lebe, wohin man ihm eine Kopie übersende. Über das weitere Leben und den Todeszeitpunkt Weinachts liegen keine Informationen vor.